# 熱海市消防本部
熱海市消防本部（あたみししょうぼうほんぶ）は、静岡県熱海市の消防部局（消防本部）。管轄区域は熱海市全域（泉地区の救急業務を除く）。泉地区の救急業務は神奈川県足柄下郡湯河原町に所在する湯河原町消防本部に事務委託している。

## 概要
- 消防本部：熱海市中央町1-18
- 管内面積：61.56km2
- 職員定数：95人
- 消防署1カ所、出張所1カ所、分遣所1カ所
- 主力機械（2021年現在）
  - 消防ポンプ自動車：13
  - 水槽付消防ポンプ自動車：4
  - はしご付消防自動車：1
  - 救助工作車：1
  - 救急自動車：3

※主力機械には消防団分を含む

## 沿革
- 2021年（令和3年）7月3日 - 熱海市伊豆山土石流災害に出動

## 組織
- 消防本部 － 消防総務課（総務室・通信指令室・予防室）
- 消防署（警防係、救助係、救急係）・南熱海出張所・泉分遣所

※平成20年4月1日付、機構改革により課（室）名及び係名が変更された。

## 消防署
| 消防署       | 住所       | 出張所              | 分遣所      |
| ------------ | ---------- | ------------------- | ----------- |
| 熱海市消防署 | 中央町1-18 | 南熱海：下多賀525-2 | 泉：泉79-30 |